# Reseda virgata
La reseda cola de gato (Reseda virgata) es una planta de la familia de las resedáceas.

## Descripción
Es una hierba perenne, derecha, con varios tallos rígidos desde una misma cepa, se ramifican con la madurez. De color verde azulado. Suele conservar los tallo secos del año anterior. Las flores en espigas compactas, como colas de animalitos, sin hojas, se van alargando con el tiempo. La flor poco pedunculada, aunque se alarga y separa al abrir, lleva una pequeña bráctea. Tiene 6 sépalos apuntados, 6 pétalos blancos, los 2 de atrás anchos, de 3 mm y con 3-4 lóbulos, los 4 restantes como cintas de 1 mm de ancho, abrazando a la estambres como en una jaula esférica, al madurar se abren y despliegan. Estambres con antera amarilla bilobulada.
Fruto con 4 carpelos, que conservan los estigmas, de 1,5 mm de diámetro, separados arriba, y formando un cuenco en la base, con semillas aovadas. Hojas alternas, lineares, de 3,5 x 1-1,5 mm, arrimadas al tallo, con 2-4 pares de espinitas blancas hacia la base. En las axilas un incipiente tallo lateral, este se irá largando con la madurez, con 2-3 hojitas, a simple vista parecen estípulas. De color verde azulado. En la misma base numerosas hojas rodeando a los tallos y otros mechones de hojas amarillentas, origen de nuevos tallos.Raíz gruesa y leñosa.

## Distribución y hábitat
En la península ibérica en Castilla y León. Habita en tomillares, adiles, terraplenes, cunetas, barreros y terrenos incultos, pedregosos y soleados. Florece en primavera.

## Nombres comunes
- Castellano: reseda caballar, reseda cabría.[2]